# Fabian Böhm
Fabian Böhm (* 24. Juni 1989 in Potsdam) ist ein ehemaliger deutscher Handballspieler. Er ist 1,98 m groß und wurde meist im linken Rückraum und in der Rückraummitte eingesetzt.

## Karriere

### Verein
Böhm spielte ab 2006 für die zweite Mannschaft des SC Magdeburg. In der Saison 2009/10 war er zusätzlich bei der ersten Mannschaft aktiv. Im Sommer 2010 wechselte der Rechtshänder zu den Füchsen Berlin, wo er ebenfalls in der ersten und zweiten Mannschaft aktiv war. Ab Februar 2011 spielte er für die DHC Rheinland, war jedoch weiterhin über ein Zweitspielrecht für die zweite Mannschaft der Füchse spielberechtigt. Zum Sommer 2011 wechselte er zum Bundesligaaufsteiger Bergischer HC.
Nachdem der BHC am Saisonende 2011/12 aus der Bundesliga abgestiegen war, wechselte Böhm zum Bundesligaaufsteiger TUSEM Essen, den er allerdings bereits nach einer Saison wieder verließ und sich dem HBW Balingen-Weilstetten anschloss, wo er einen Zweijahresvertrag unterschrieb. Ab der Saison 2016/17 lief er für die TSV Hannover-Burgdorf auf. Am 9. Mai 2021 erzielte er im Spiel beim TBV Lemgo Lippe seinen 1000. Bundesligatreffer.
Böhm stand ab der Saison 2022/23 beim Schweizer Verein HC Kriens-Luzern unter Vertrag. In seiner ersten Saison gewann er den Schweizer Cup und erreichte die Finalspiele um die Schweizer Meisterschaft, in denen man den Kadetten Schaffhausen unterlag. Nach der Saison 2023/24 beendete er seine Karriere.

### Nationalmannschaft
Am 4. Januar 2015 debütierte Böhm in der deutschen Nationalmannschaft beim Vorbereitungsspiel für die Weltmeisterschaft 2015 gegen Island in Reykjavík. Er absolvierte bisher 51 Spiele, in denen er 76 Tore erzielte.

### Als Trainer
Böhm gehört seit dem Oktober 2024 dem Trainerstab der Schweizer Nationalmannschaft an.

## Bundesligabilanz
| Saison    | Verein                      | Spielklasse | Spiele | Tore | 7-Meter | Feldtore |
| --------- | --------------------------- | ----------- | ------ | ---- | ------- | -------- |
| 2008/09   | SC Magdeburg                | Bundesliga  | 11     | 9    | 0       | 9        |
| 2009/10   | SC Magdeburg                | Bundesliga  | 21     | 4    | 0       | 4        |
| 2010/11   | Füchse Berlin/DHC Rheinland | Bundesliga  | 18     | 44   | 0       | 44       |
| 2011/12   | Bergischer HC               | Bundesliga  | 31     | 73   | 0       | 73       |
| 2012/13   | TUSEM Essen                 | Bundesliga  | 33     | 120  | 1       | 119      |
| 2013/14   | HBW Balingen-Weilstetten    | Bundesliga  | 25     | 51   | 0       | 51       |
| 2014/15   | HBW Balingen-Weilstetten    | Bundesliga  | 28     | 128  | 0       | 128      |
| 2015/16   | HBW Balingen-Weilstetten    | Bundesliga  | 32     | 144  | 0       | 144      |
| 2016/17   | TSV Hannover Burgdorf       | Bundesliga  | 33     | 112  | 0       | 112      |
| 2017/18   | TSV Hannover Burgdorf       | Bundesliga  | 32     | 70   | 0       | 70       |
| 2018/19   | TSV Hannover Burgdorf       | Bundesliga  | 31     | 105  | 0       | 105      |
| 2019/20   | TSV Hannover Burgdorf       | Bundesliga  | 27     | 88   | 0       | 88       |
| 2020/21   | TSV Hannover Burgdorf       | Bundesliga  | 31     | 73   | 0       | 73       |
| 2021/22   | TSV Hannover Burgdorf       | Bundesliga  | 26     | 51   | 0       | 51       |
| 2008–2022 | gesamt                      | Bundesliga  | 379    | 1072 | 1       | 1071     |